# Svislotch
La Svislotch (en russe : Свислочь) ou Svislatch (en biélorusse : Свіслач, ['sʲvʲisɫatʂ]) est une rivière de Biélorussie et un affluent de la Bérézina.

## Géographie
Elle est longue de 327 kilomètres et draine un bassin de 5 160 km2.
La Svislotch arrose Minsk, la capitale de la Biélorussie.